# Mister Chasman
Ricardo Gamero, más conocido por su nombre artístico de Mister Chasman (Zárate, 25 de mayo de 1938 - Buenos Aires, 20 de mayo de 1999), fue un humorista y ventrílocuo argentino. Formó un popular dúo con su muñeco Chirolita, Chasman y Chirolita, y se convirtió en el ventrílocuo más reconocido de su país.

## Biografía
Nació en Zárate (provincia de Buenos Aires) en 1938. Su padre José Gamero era linotipista y quería que su hijo siguiera el oficio. Las múltiples peleas por "el muñeco" provocaron que abandonara el hogar. Con 13 años abandonó el colegio, se mudó a una pensión, y comenzó a trabajar en la calle.
A fines de los años 1960, fue contratado por el afamado circo internacional Tihany. Allí conoce a su primera pareja, Ethel, contorsionista en el circo, quien no sobrevivió al parto de su hija, llamada Sandra. Chasman, afectado emocionalmente, y sumado a las constantes giras del circo, decidió dejar a su hija al cuidado de sus suegros.
Volvió a formar pareja con Noemí Farías, y en 1975 nació su hijo René.
En sus últimos años (década de 1990), fue quedando relegado de la actividad artística por falta de convocatoria laboral, situación agravada por problemas de salud (hernia de disco, y un problema en el nervio ciático).
En 1985 fue intervenido quirúrgicamente del corazón en la Fundación Favaloro. Cinco años después descompensado y desmejorado, fue trasladado por una cardiopatía severa al segundo piso del Hospital Argerich, permaneciendo internado un mes hasta que un paro cardíaco le causó la muerte el 20 de mayo de 1999 con 60 años de edad. Sus restos fueron velados íntimamente e inhumados en el cementerio de la Chacarita.

## Carrera artística

### Origen
Chasman con ocho años presencia el espectáculo de un ventrílocuo en Parque Retiro (ciudad de Buenos Aires) que lo inspiraría a decidir el futuro de su vida.
A los 13 años, crea un muñeco de papel maché parecido a un niño. Le dibujó la cara, le puso peluca rubia, luego lo llevó a un titiritero  para que le colocara brazos y el mecanismo de la boca. Debido a los constantes enojos de su padre que le repetía "Vas a tener que vivir en la miseria", abandonó su casa y con lo que ganaba como ventrílocuo ambulante pagaba una pensión. A los meses, consiguió empleo en un circo, al principio a cambio de cama y comida. También el aseo y alimento de los animales, mientras tanto pulía la rutina con su muñeco. Nombró al dúo: Mr. Chasman y Chirola (posteriormente sería "Chirolita"), con la idea de un nombre distinguido para él, y el muñeco como popularmente se le llamaba en esa época a la moneda de menor valor en circulación en Argentina.

### El espectáculo
Similarmente a las presentaciones de otros ventrilocuos, «Chasman» se sentaba en un taburete, y Chirolita en la rodilla derecha. Él siempre fumando, para disimular aún más su vocalización. Ambos usaban vestuario idéntico, con trajes y zapatos a medida.
Chasman hacía de personaje serio, formal, y culto; Chirolita, de personalidad infantil, travieso, y desinhibido. La dinámica consistía en un diálogo basado en el relatos de experiencias cotidianas, que daban lugar a que Chasman le diera lecciones de buenos modales a Chirolita, que a veces no entendía y otras veces renegaba.
Como ventrilocuo, tenía el compromiso profesional de no hablar de fútbol, política, ni religión. También jamás recurrió a chistes racistas, y no decía malas palabras.
Una parte usual del show, era un momento en el que Chirolita cuenta la historia de un muñeco de trapo. Era tan triste que hasta el más duro rompía a llorar.

### La fama
Adquirió mucha popularidad a lo largo de la década de 1970, participando en programas de TV como “Sábados circulares”, de Pipo Mancera, “Sábados de la bondad”, “Domingos para la juventud”, "Operación Ja-Ja" y “Grandes valores del tango”. 
A fines de los sesenta, Chasman es contratado por el famoso circo internacional Tihany, con el que recorre Latinoamérica.
Por lo famoso y redituable, Chirolita contaba con póliza de seguro. Durante muchos años protagonizó grandes giras por el interior del país (Argentina), también por América Latina, España, Estados Unidos. 
El pico de su carrera, se dio a principios de la década de 1980, con funciones teatrales diarias. Y en la televisión, el dúo Chasman y Chirolita fue muy requerido para actuar, alcanzando grandes picos de rating.

### Final
En los últimos años (década de los '90), fue quedando relegado de la actividad artística por falta de convocatoria laboral, situación agravada por problemas de salud.
Con el deceso de Chasman (en 1999), luego de 46 años de carrera, se pensó colocar a Chirolita en un museo, pero su hijo lo mantiene en una caja de seguridad. A resguardo, por el riesgo de que algún inescrupuloso coleccionista encargue su hurto. El nombre del muñeco Chirolita ha pasado al lunfardo con el significado de una persona que es títere de otra u otras y cuyas acciones, en especial sus palabras, no le son auténticas sino que encubren los intereses de quienes le mandan.

## Documental
Alejandro Maly dirigió el filme documental ¿Dónde estás, Negro?, estrenado en 2016, sobre Mister Chasman y Chirolita.